# Tkiboeli (plaats)
Tkiboeli (Georgisch: ტყიბული) is een stad in het westen van Georgië met 8.130 inwoners (2024), gelegen in de regio (mchare) Imereti. Het is het bestuurlijk centrum van de gelijknamige gemeente. Tkiboeli is gesitueerd op ongeveer 560 meter boven zeeniveau op de zuidelijke hellingen van het Ratsjagebergte en in de vallei van de Tkiboelirivier. De steile Nakerala-richel van kalksteen rijst boven de stad. Tkiboeli ligt hemelsbreed 165 kilometer ten noordwesten van hoofdstad Tbilisi en 30 kilometer ten noordoosten van regiohoofdstad Koetaisi. De stad is sinds de vroege 20e eeuw een mijnbouwcentrum.

## Geschiedenis

Centrum van Tkiboeli.

Archeologische vondsten hebben aangetoond dat de plek en omgeving van Tkiboeli al sinds de steentijd bewoond is, maar de naam Tkiboeli wordt voor het eerst genoemd in historische documenten uit de periode 1259-1293. Het was toen een van de dorpen in het militaire district Okriba van het Koninkrijk Imeretië, dat ruwweg overeenkomt met de hedendaagse gemeente Tkiboeli. Begin 19e eeuw kreeg het Keizerrijk Rusland de controle over het gebied en werden in 1825 grote steenkoolvoorraden in en rond Tkiboeli ontdekt. Dit markeerde het begin van economische en stedelijke ontwikkeling met de exploitatie van het steenkool vanaf 1846 en werd Tkiboeli een industriestad met intensieve mijnbouw.

### Industriële opkomst
De nieuw verworven economische positie van Tkiboeli leidde er ook toe dat de stad binnen het gouvernement Koetais het bestuurlijk centrum werd van het gemeentelijk district (oetsjastok) Tkiboeli (Russisch: Тквибульскій участок, Tkviboelskí oetsjastok). Het belang van Tkiboeli werd in deze periode ook onderstreept door de aanleg van de 42 kilometer lange spoorlijn vanaf Koetaisi die in 1887 openging, slechts 15 jaar na de opening van de eerste spoorlijn in Georgië. Onder Russische invloed werd de naam lichtelijk veranderd naar Tkviboeli (Georgisch: ტყვიბული, Russisch: Тквибули).
Binnen de Georgische sovjetrepubliek werd Tkiboeli in 1930 het centrum van het gelijknamige rajon, en kreeg het in 1939 door de mijnbouwactiviteiten en snelle groei de stadsstatus. In de omgeving van Tkiboeli werd en wordt ook veel thee verbouwd, dus er kwam door de industrialisering in de Sovjet Unie in 1934 een grote theeverwerkingsfabriek. Tevens opende in de stad een vleesverwerkingsfabriek, werden er bouwmaterialen geproduceerd, en was er houtverwerking.

### Krijgsgevangenkamp
Na de Grote Vaderlandse Oorlog (Tweede Wereldoorlog) was in Tkiboeli in de periode oktober 1945 tot en met december 1949 een groot kamp voor dwangarbeiders gevestigd. Hier zaten Duitse, Japanse en andere krijgsgevangenen maar ook Sovjetsoldaten die terugkeerden uit Duitsland. De gevangenen werden onder meer tewerkgesteld in de mijnen van Tkiboeli. Dit Kamp 518 had zeven afdelingen met duizenden gevangenen, waarvan het hoofdkamp 518/I ongeveer 3500 gevangenen had. De Duitse officier Hans von Luck, commandant in de 7e Pantserdivisie van de Wehrmacht schreef er over in zijn memoires.

### Waterkracht

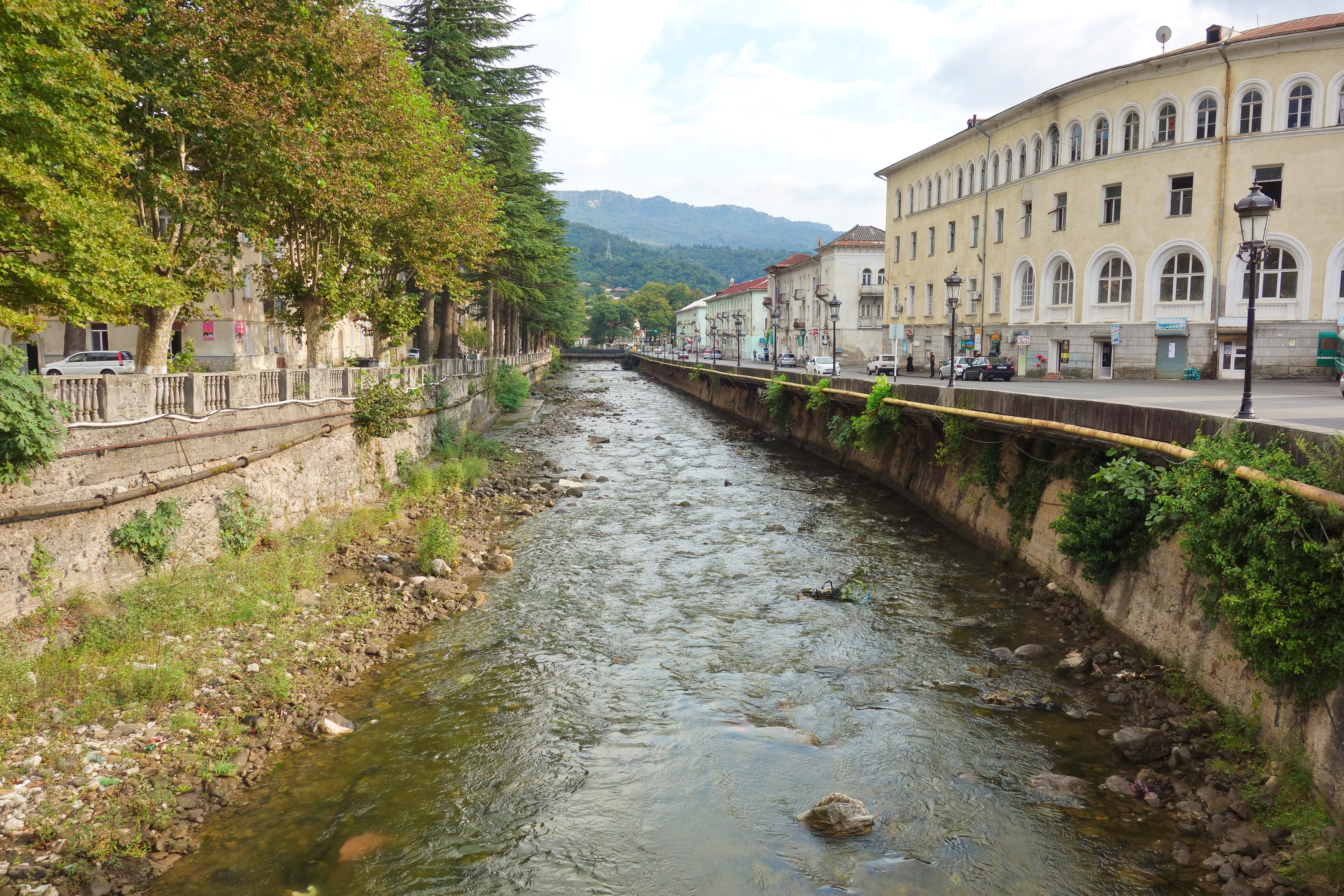
De Tkiboela-rivier door de stad

In de jaren 1950 werd bij Tkiboeli een cascade van waterkrachtcentrales gebouwd met een capaciteit van 38 MW. Het hoogste punt van de cascade lag in de Nakerala-bergrichel van het Ratsjagebergte. Bij de Nakeralapas werd het dorp Charistvala opgericht voor de aanleg van het Sjaorireservoir, en 700 meter lager werd bij Tkiboeli het Tkiboelireservoir aangelegd voor de tweede trap van de cascade. In de jaren 1980 was er korte tijd een kabelbaan tussen Tkiboeli en het Sovjet-vakantieoord en sanatorium Tschradzjvari op 1450 meter boven zeeniveau bovenop de Nakerala-richel. De kabelbaan overbrugde een hoogte van ruim 800 meter. Het was met ruim 3500 meter lengte de op een na langste kabelbaan in de Georgische Sovjetrepubliek en de Sovjet-Unie. De kabelbaan raakte al snel in onbruik en werd in de jaren 1990 geplunderd. Sindsdien staan alleen de twee eindstations nog overeind. In 2018 werden plannen gelanceerd voor een nieuw kuur- en vakantieoord op de berg, waarbij een nieuwe kabelbaan als optie werd verkend.

## Mijnbouw

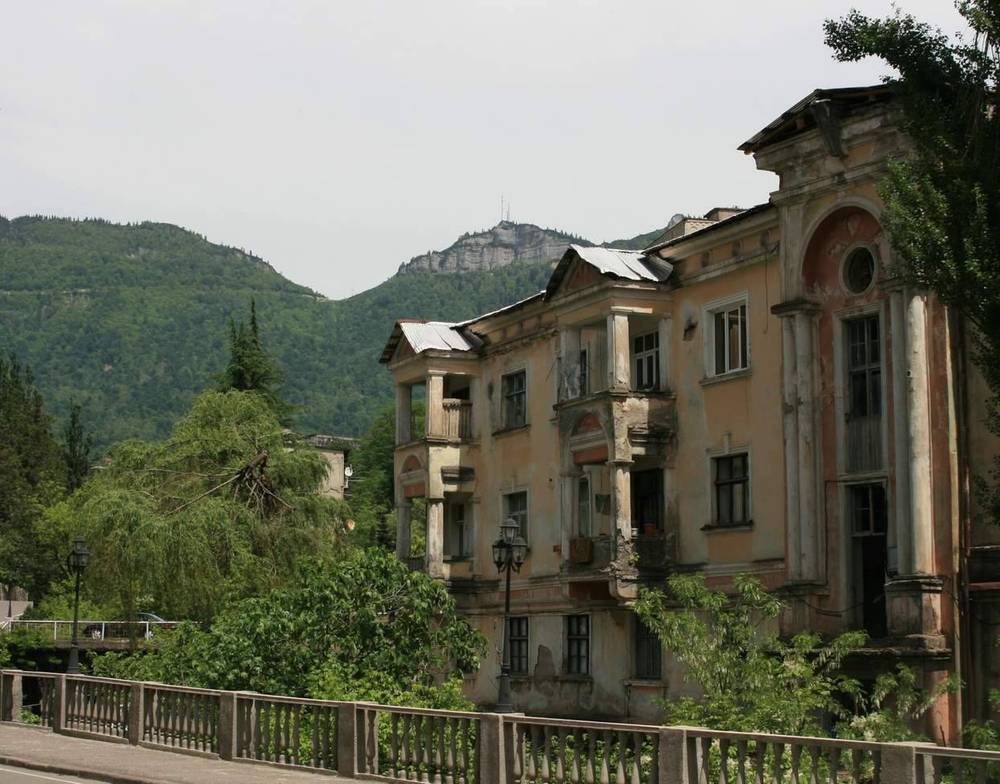
Vergane glorie

De exploitatie van steenkool in Tkiboeli begon in 1846, nadat in 1825 grote voorraden waren ontdekt. Deze werden geschat op 307 miljoen ton met een totale geologische reserve van een miljard ton. In de hoogtijdagen van de mijnbouw in Tkiboeli tijdens de Sovjet-periode waren er vier kolenmijnen en een kolenverwerkingsfabriek actief. De staalfabrieken in Roestavi en de thermische electriciteitscentrale in Tkvartsjeli (Abchazië) waren de belangrijkste afnemers van steenkool uit Tkiboeli. In 1958 werd de hoogste jaarproductie van steenkool in Georgië geregistreerd van drie miljoen ton waarvan 48% afkomstig van de Tkiboeli-Sjaorimijn. Vanaf de jaren 1960 werd gas een belangrijker onderdeel van de energiemix in het land waardoor de productie van steenkool en bruinkool zakte.
Door het uiteenvallen van de Sovjet-Unie en de daaropvolgende economische rampspoed in het onafhankelijke Georgië kwam de steenkoolwinning vrijwel geheel stil te liggen in de jaren 1990 en sloot de verwerkingsfabriek. Het aantal inwoners van de stad daalde ook sterk door emigratie en verhuizing naar elders in het land. In 2006 kwamen de mijnen in privaat Georgisch bezit en vindt er sinds 2008 exploitatie plaats in twee steenkoollagen, Mindeli en Dzidzigoeri, die onderdeel zijn van het Tkiboeli-Sjaori-steenkoolbassin. De jaarlijkse productie is ongeveer 350.000 ton. Het bedrijf kreeg een vergunning van 45 jaar voor de exploitatie van 331 miljoen ton steenkool.

### Uitbreiding
De geologische samenstelling van de steenkool maakt dat er aanzienlijke hoeveelheden methaan in zit. Om een stabiele kwaliteit van de steenkool te verkrijgen werd in 2009 een moderne steenkoolverwerkingsinstallatie gebouwd. In 2011 volgde een kolengestookte elektriciteitscentrale van 13 MW. Sinds het nieuwe eigenaarschap is de cementfabriek in Kaspi de grootste afnemer van het steenkool. Ruim 80% van de lokale werkzame bevolking in Tkiboeli werkt in de mijnbouw van de stad, en de gemeente is voor 95% afhankelijk van de inkomsten uit de mijnbouw. Hiermee is de herstart van de steenkoolwinning de sociaaleconomische redding geweest voor de stad en de gemeente.

### Ongevallen
De keerzijde van het nieuwe succes van de mijnbouw is de hoeveelheid fatale ongelukken. In de periode 2016-2018 zijn 19 doden gevallen in de mijnen van Tkiboeli, op een totaal van 484 doden en 817 gewonden in de geschiedenis van de mijnbouw in de stad. De onveiligheid van de mijnbouw in Tkiboeli heeft tot kritiek geleid over de arbeidsomstandigheden. In 2018-2019 lag de mijn tijdelijk stil na een aantal fatale ongevallen.

## Demografie
Begin 2024 had Tkiboeli 8.130 inwoners, een daling van ruim 17% sinds de volkstelling van 2014. De bevolking van Tkiboeli bestond in 2014 vrijwel geheel uit Georgiërs (98,5%). Er woonden enkele tientallen Russen (0,7%) en Oekraïners (0,3%). In de eerste jaren onder het Sovjetregime, toen de stad zich in hoog tempo als mijnbouwplaats ontwikkelde, was een kwart van de bevolking Russisch. Dit nam in de daaropvolgende decennia af door vooral sterke toename van de Georgische bevolking. Vanaf de jaren 1960 vetrokken Russen uit de stad. Andere belangrijke bevolkingsgroepen waren Armeniërs en Oekraïners.
| Aantal                                                           | 1.842 | 9.202 | 22.702 | 23.153 | 21.821 | 21.867 | 14.464 | 9.770 | 8.995 | 8.130 |  |  |  |  |
|                                                                  |       |       |        |        |        |        |        |       |       |       |  |  |  |  |
| Georgiërs                                                        | 1.683 | 6.359 | 17.002 | 20.077 | 19.831 | -      | 14.080 | 9.622 | -     | -     |  |  |  |  |
| Russen                                                           | 50    | 2.444 | 3.503  | 1.995  | 1.448  | -      | 237    | 73    | -     | -     |  |  |  |  |
| Overig                                                           | 109   | 399   | 2.194  | 1.081  | 521    | -      | 147    | 75    | -     | -     |  |  |  |  |
| Verantwoording data: Bevolkingsstatistiek Georgië 1897 tot heden |       |       |        |        |        |        |        |       |       |       |  |  |  |  |

## Bezienswaardigheden
De stad kent geen bijzondere bezienswaardigheden, maar laat zich eerder omschrijven als een tijdreis in vergane glorie. In het centrum zijn oude gebouwen opgeknapt, de Sovjetwijken liggen er echter verwaarloosd bij. In de stad is een museum van de lokale geschiedenis met archeologische en minerale vondsten uit de gemeente.

## Vervoer

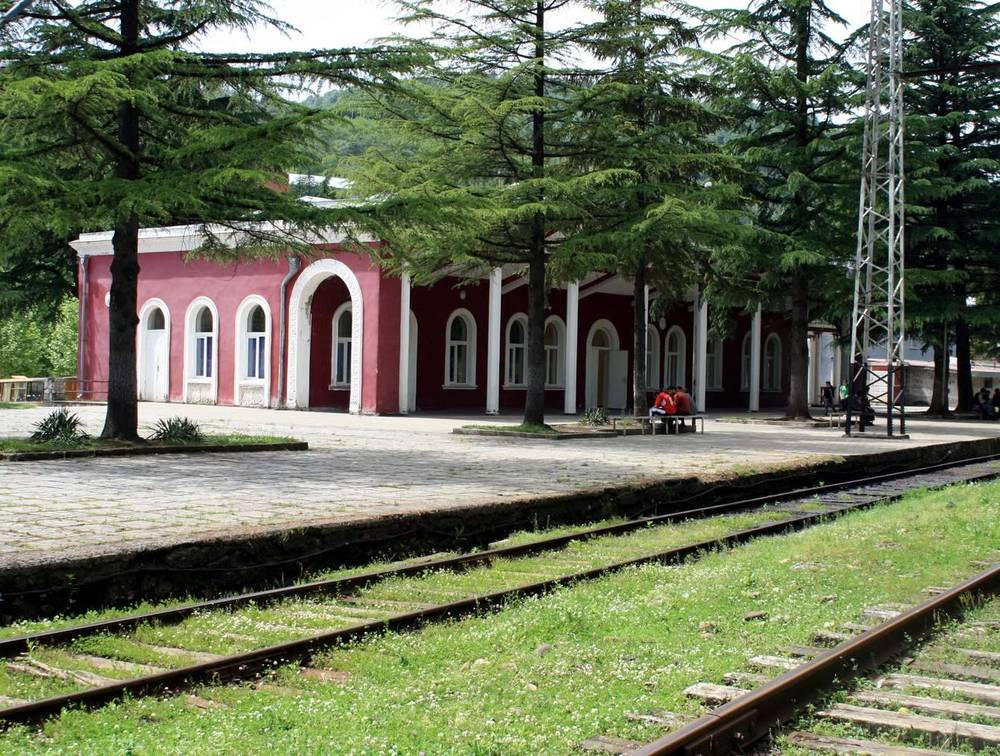
Spoorwegstation Tkiboeli

In Tkiboeli komen een aantal belangrijke gemeentelijke en interregionale hoofdwegen samen. De nationale route Sh17 (Koetaisi - Ambrolaoeri) komt door de stad en is een belangrijkste ontsluitingsroute voor de regio Ratsja-Letsjchoemi en Kvemo Svaneti over de 1217 meter hoge Nakeralapas en via Charistvala naar Ambrolaoeri. Vanuit Tkiboeli naar het zuiden geeft de Sh19 via Terdzjola toegang tot de autosnelweg S1 / E60. De Sh109 heeft vooral een gemeentelijk functie en ontsluit de nederzettingen in het geografische midden van de gemeente Tkiboeli. 
In 1887 werd Tkiboeli via het spoor met Koetaisi verbonden. Het passagiersvervoer werd tijdens de coronapandemie in 2020 opgeschort en is sindsdien niet hervat.

## Sport
De lokale voetbalclub FK Mesjachte Tkiboeli werd oorspronkelijk in 1938 opgericht en gebruikt het Vladimer Botsjorisjvilistadion met een capaciteit van 6.000 mensen als thuisbasis. De club speelde sinds de Georgische onafhankelijkheid in de landelijke competitie, maar nooit op het hoogste niveau.

## Geboren
- Irakli Tsirekidze (1982), voormalig judoka. Won een gouden medaille bij de Olympische Spelen van 2008 in Peking.